# Parque de Las Canteras
El parque de Las Canteras es un parque urbano público situado en Puerto Real, Andalucía, España. El parque ocupa un terreno de unas 25 hectáreas y se encuentra situado al norte del centro urbano de la villa puertorrealeña. El parque destaca por ser la recuperación de una antigua cantera para la extracción de piedra ostionera, que se repobló con especies autóctonas hasta crear un bosque mediterráneo artificial

## Historia
El sitio que ocupa el parque fue lugar de asentamientos prehistóricos y también de hornos de piedra
. Se sabe que en el siglo XVI se extraía piedra ostionera, la misma que se utilizó en la construcción de numerosas edificaciones de la zona y también en la Catedral de Sevilla. Después de la explotación el lugar se abandona para ser restaurado como jardín bosque, hasta tal punto que cuesta distinguir que el ecosistema sea artificial. El estilo del parque es el estilo de jardín inglés. Se tiene constancia de que en 1882 el dueño, D. Pedro José de Paúl permitía su uso para aquel que quisiera visitarlo. En 1905 se recibe la noticia de que el pinar quiere ser vendido y talado, y es cuando el ayuntamiento emprende una colecta entre los ciudadanos para comprar la finca. Finalmente en agosto de 1909 el ayuntamiento compra la finca por 25.000 pesetas y se la entrega a la población.
En 1972 el ayuntamiento finaliza la construcción del monumento dedicado a la "Virgen de Lourdes" situado en el interior del parque. Desde entonces se realiza una peregrinación anual al lugar.
El 6 de agosto de 2023 sufre un incendio que asola gran parte de su superficie.

## Descripción

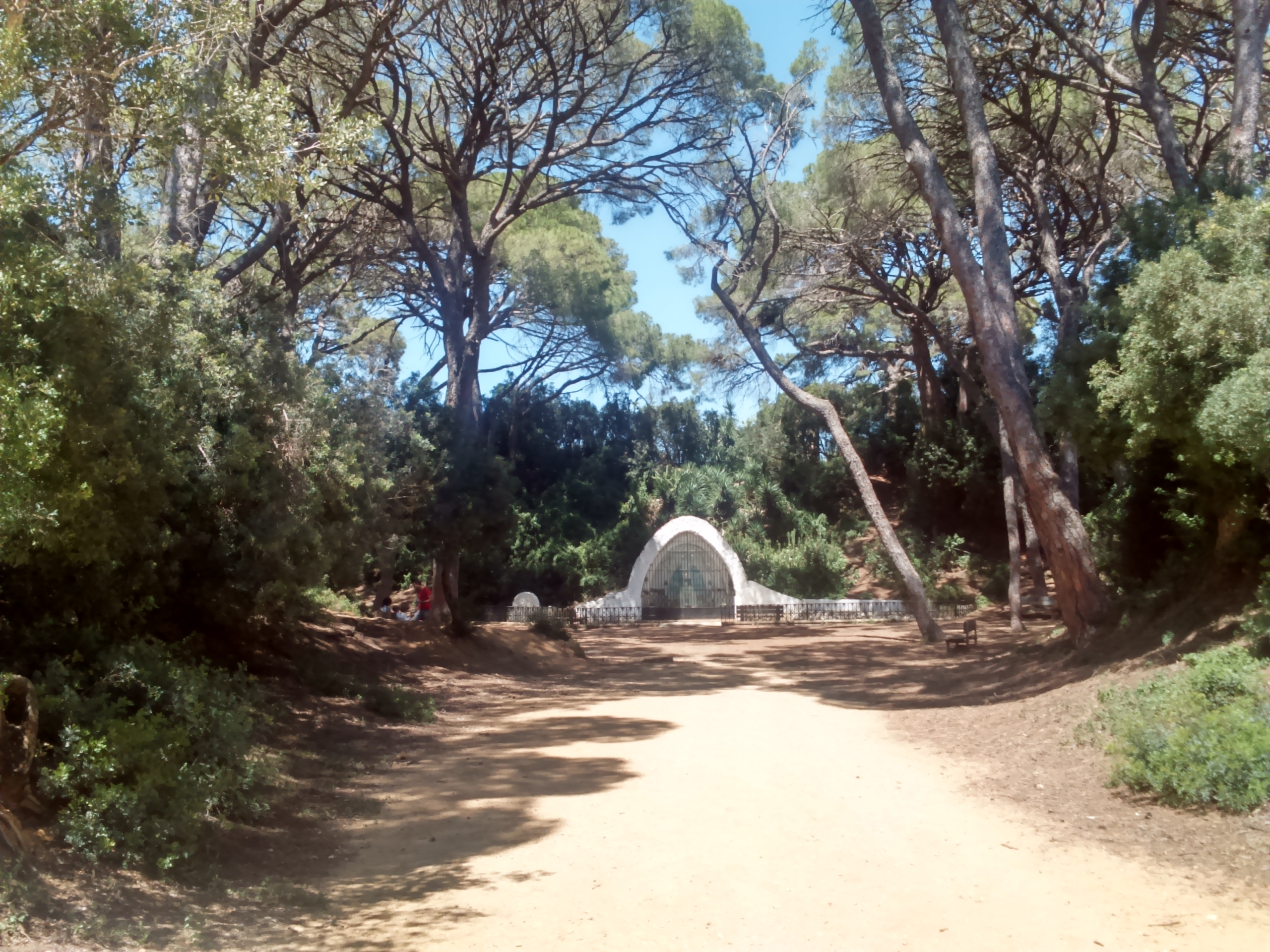
Vista de la Gruta de la Virgen de Lourdes

El bosque está formado por pinos piñoneros, acebuches y lentisco (jara) mientras que en el matorral destacan especies de orquídeas oriundas del sitio. En el centro del parque hay un altar dedicado a la adoración de la Virgen de Lourdes, patrona de la localidad, a la cual se le atribuye la realización de milagros en la zona. En los puntos donde se abre la arboleda se le denominan patios, destacando el Patio del Pozo, el Patio Negro y el Patio Alto.